# Sanjō Saneka
Sanjō Saneka (三条 実香?   1469 - 2 de abril de 1559) fue un kugyō (cortesano japonés de clase alta) que vivió durante la era Muromachi. Fue miembro de la familia Sanjō (derivado del clan Fujiwara) e hijo del cortesano Sanjō Kin'atsu.
En 1487 alcanzó al rango jusanmi, siendo cortesano de clase alta, en 1489 fue nombrado gonchūnagon y en 1490 como gondainagon. En 1491 fue ascendido al rango shōsanmi, en 1501 como junii y en 1504 como shōnii.
Desde 1507 hasta 1515 fue nombrado naidaijin, entre 1515 y 1518 fue ascendido como udaijin, promovido a sadaijin entre 1518 y 1521, y finalmente como Daijō Daijin (Canciller del Reino) entre 1535 y 1536. Ascendió al rango juichii en 1515.
En 1537 renunció a su vida como cortesano y se convirtió en monje budista (shukke), tomando el nombre de Taiku (諦空?) y falleciendo en 1559. Tuvo como hijo al cortesano Sanjō Kin'yori.